# Julius en Ethel Rosenberg

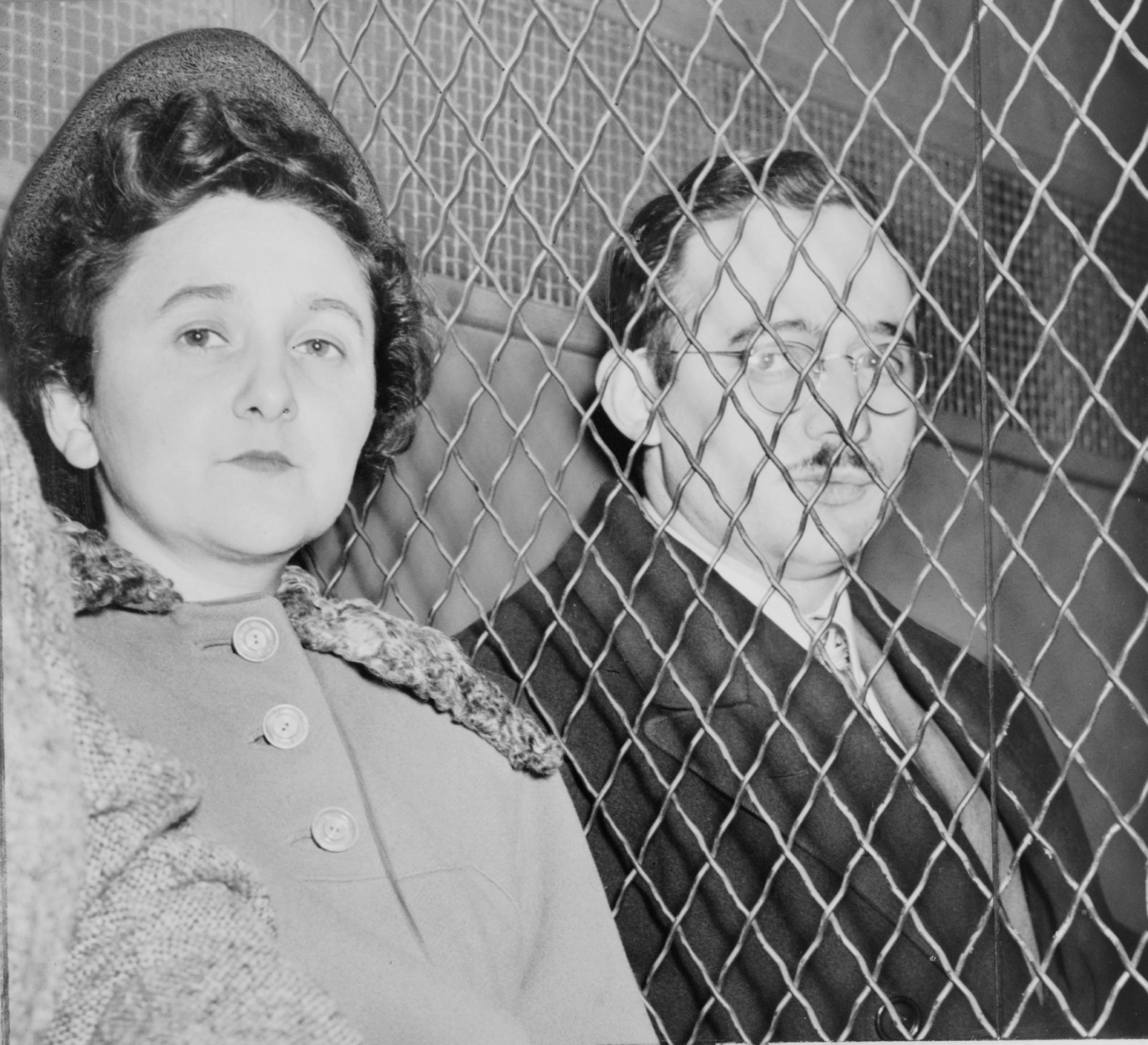
Ethel en Julius Rosenberg

Julius en Ethel Rosenberg waren een Amerikaans echtpaar dat in 1953 werd terechtgesteld vanwege spionage voor de Sovjet-Unie. Ze werden ervan verdacht ontwerpen van de atoombom aan Russische agenten te hebben doorgespeeld.
De nauwkeurigheid van deze beschuldigingen wordt betwist. De publicatie van door de Amerikanen ontcijferde codeberichten van de Russen heeft aangetoond dat Julius Rosenberg actief betrokken was bij spionage. Deze berichten zijn echter geen bewijsmateriaal dat hij daadwerkelijk de dingen waarvoor hij veroordeeld werd gedaan heeft, noch voor de betrokkenheid van Ethel Rosenberg.

## Achtergrond
Julius was een ingenieur in het Amerikaanse leger en Ethel was secretaresse bij een rederij. Ze hadden elkaar leren kennen op de jeugdafdeling van de Communistische Partij van de Verenigde Staten en waren in 1939 getrouwd. In 1942 werd Julius door de KGB als spion gerekruteerd.
Tijdens de Tweede Wereldoorlog waren de Sovjet-Unie en de VS bondgenoten, maar de VS waren in hoge mate achterdochtig over Jozef Stalins bedoelingen. De Amerikanen gaven geen inlichtingen over het Manhattanproject, waarmee de atoombom werd ontwikkeld. De Russen waren echter op de hoogte van het project door spionage in de Amerikaanse regering. Sommige leden van het project gaven vrijwillig informatie door aan Russische agenten, vaak wegens communistische sympathieën en omdat ze vonden dat de VS niet het alleenrecht op kernwapens behoorden te hebben.
Na de oorlog verzetten de VS zich tegen het delen van atoomgeheimen, maar de Sovjet-Unie slaagde er in 1949 zelf in kernwapens te maken. De snelheid waarmee het land zijn eerste kernproef hield, was een schok voor het Westen. Dit leidde ertoe dat politici als Richard Nixon beweerden dat spionnen het geheim gestolen moesten hebben. In januari 1950 werd ontdekt dat Klaus Fuchs, een Duitse natuurkundige die bij het Manhattan Project betrokken was, gedurende de gehele oorlog belangrijke documenten aan de Russen doorgespeeld had. Tijdens de verhoren rond die zaak werden Ethel Rosenberg en haar man genoemd als betrokkenen.

## Proces en veroordeling
De rechtszaak tegen de Rosenbergs en een derde verdachte begon op 6 maart 1951. De belangrijkste getuige à charge was David Greenglass, een broer van Ethel. Vanaf het begin trok het proces veel belangstelling in de media en veroorzaakte het veel controverse.
Ofschoon het bewijsmateriaal weinig voortbracht dat verband hield met het Russische kernwapenproject, werd het door de jury voldoende geacht om de Rosenbergs te veroordelen. Tientallen jaren later werden de resultaten van de ontcijfering van Sovjetcommunicatie door het Project Venona vrijgegeven. Die lijken aan te tonen dat Julius Rosenberg actief bezig was met spionage. Zij leveren echter geen bewijzen voor de specifieke beschuldigingen waarvoor hij veroordeeld werd, of dat Ethel Rosenberg bij de activiteiten van haar man was betrokken.

## Terechtstelling
De Rosenbergs werden op 29 maart 1951 door een jury schuldig bevonden, waarna rechter Kaufman op 5 april het doodvonnis uitsprak. De veroordeling sterkte senator Joseph McCarthy in zijn onderzoek naar "onamerikaanse activiteiten" van Amerikaanse staatsburgers. Ofschoon hun trouw aan de communistische zaak goed gedocumenteerd is, ontkenden de Rosenbergs tot aan hun dood de beschuldigingen van spionage.
Jean-Paul Sartre, Pablo Picasso, Albert Einstein en zelfs paus Pius XII vroegen genade aan president Dwight D. Eisenhower. Die had aan de vooravond van de executie laten verstaan dat hij eventueel genade wilde verlenen op voorwaarde dat een bekentenis van schuld werd afgelegd.
Op 19 juni 1953 werden beiden in de New Yorkse gevangenis Sing Sing door middel van de elektrische stoel terechtgesteld. Verslagen van hun executie melden dat Julius tijdens de eerste stroomstoot stierf, maar dat Ethel niet onmiddellijk bezweek en nog twee stroomstoten toegediend kreeg voordat haar dood werd geconstateerd. De stoel was ontworpen voor een man en Ethel was een vrouw van klein postuur. Ooggetuigenverslagen beschrijven dat er rook uit haar hoofd opsteeg.
De twee waren de enige Amerikaanse burgers die tijdens de Koude Oorlog voor spionage zijn terechtgesteld.